# Синмидо
Синмидо́ (кор. 신미도, 身彌島, Sinmido, Sinmido) — остров в Жёлтом море у северо-западных берегов Корейского полуострова недалеко от городов: Нампхо, Пхеньян, Хичхон, принадлежащий КНДР.

## Описание
Синмидо является самым крупным островом на севере Корейского полуострова, а так же самым большим островом КНДР. Он расположен в архипелаге Пансонг в Западно-Корейском заливе. Площадь острова составляет 52 км².

## История
7 июня 2007 года остров Синмидо пострадал от бедствия, когда на регион Пхёнан-Пукто обрушилась огромная приливная волна. В результате чего, в регионе, пострадало 2000 и погибло 100 человек.